# Menschlicher Schutzschild
Als menschlichen Schutzschild bezeichnet man das absichtliche Platzieren von Nichtkombattanten innerhalb, in der Nähe oder vor einem militärischen Ziel, um den Gegner so von einem Angriff abzuhalten. Die Verwendung menschlicher Schutzschilde ist nach den Genfer Konventionen illegal.

## Hintergrund
Der Begriff „menschlicher Schutzschild“ entstand erst nach dem Zweiten Weltkrieg, obwohl die Praxis des menschlichen Schutzschildes bereits seit langer Zeit verbreitet war. Im siebten Jahrhundert setzten beispielsweise chinesische Herrscher sogenannte „barbarische“ Stämme an der Turko-Mongolischen Grenze als menschliche Puffer ein, während die Mongolen während ihrer Eroberungen Gefangene als Schutzschilde verwendeten. Im elften Jahrhundert wurden Kreuzfahrer dazu angehalten ihre muslimischen Gefangenen nackt und in Ketten dem feindlichen Beschuss auszusetzen. Auch im gesamten Mittelalter wurden Geiseln in verschiedenen Schlachten und Konflikten als menschliche Schutzschilde eingesetzt.
Es gilt zwischen freiwillig gestellten und erzwungenen Menschlichen Schutzschilden zu unterscheiden, wobei unfreiwillige menschliche Schutzschilde eine bedeutendere Rolle gespielt haben als freiwillige Schutzschilder. So können menschliche Schutzschilde zum Schutz einsatzbereiter Waffen und Waffenlager eingesetzt werden. Dies gilt als besonders grausame Art der Kriegführung, da Zivilisten und allgemein Nichtkombattanten einem sehr hohen Risiko ausgesetzt werden. Teilweise wird hierbei auch expliziter Zwang angewendet. So ist es vorgekommen, dass Menschen angekettet wurden. Die Angreifer werden vor die Wahl gestellt, entweder Unschuldige umzubringen oder von einem Angriff auf das militärische Ziel abzusehen – mit den möglichen (militärischen) Folgen. Die Nutzung menschlicher Schutzschilde zur Erlangung militärischer Ziele gilt laut dem Römischen Statut des Internationalen Strafgerichtshofs als Kriegsverbrechen. Menschliche Schutzschilde wurden von Friedensaktivisten aber auch schon freiwillig gestellt.

## Israelisch-Palästinensischer Konflikt
Während der Zweiten Intifada (2000–2005) setzte das israelische Militär wiederholt palästinensische Zivilisten als menschliche Schutzschilde ein, insbesondere bei Einsätzen in dicht besiedelten palästinensischen Städten. Soldaten zwangen willkürlich ausgewählte Zivilisten dazu, gefährliche Aufgaben zu übernehmen, die ihr Leben unmittelbar gefährdeten. Dazu gehörte das Betreten potenziell verminter Gebäude, das Entfernen verdächtiger Gegenstände von Straßen, das Verweilen in Häusern, die als militärische Stellungen dienten, sowie das Gehen vor bewaffneten Soldaten, um sie vor Beschuss zu schützen – teils unter direkter Bedrohung mit gezogener Waffe.
Während der Militäroperation Protective Edge im Jahr 2014 veröffentlichte die israelische Armee zahlreiche Infografiken, die sich thematisch auf den Vorwurf des Einsatzes menschlicher Schutzschilde durch militante palästinensische Gruppen konzentrierten. Ein zentrales Motiv dieser Darstellungen war die Gleichsetzung der asymmetrischen Konfliktsituation zwischen der eingeschlossenen Bevölkerung Gazas und den israelischen Streitkräften. Durch Slogans wie „Some bomb shelters shelter people. Some shelter bombs“ („Manche Luftschutzkeller schützen Menschen, andere schützen Bomben“) wurde suggeriert, dass beide Seiten über vergleichbare räumliche und militärische Bedingungen verfügten, was die tatsächlichen Machtverhältnisse verzerrte. In den Infografiken wurde zudem behauptet, dass palästinensische Kämpfer zivile Räume wie Wohnhäuser, Schulen und Krankenhäuser zur Lagerung von Waffen nutzten. Diese Darstellung implizierte, dass die Funktion als Waffenversteck die ursprüngliche Bedeutung dieser Orte – etwa als Schutzraum oder privater Rückzugsort – überlagere. Angesichts der Tatsache, dass laut den Vereinten Nationen rund 18.000 Wohnhäuser während des Konflikts zerstört oder schwer beschädigt wurden, erscheint es jedoch unwahrscheinlich, dass alle als militärische Ziele dienten. Die Kategorisierung ziviler Gebäude als Schutzschilde diente unter anderem dazu, die mangelnde Präzision israelischer Angriffe zu verschleiern und die hohe Zahl ziviler Opfer sowie die Zerstörung von Infrastruktur zu rechtfertigen. Auch die Gegenseite ist mit diesen Vorwürfen konfrontiert. Laut israelischen Angaben forderten im Gazastreifen die islamistischen Terrororganisationen Hamas und Islamischer Dschihad sowie der Fernsehsender al-Aqsa TV während der Operation Protective Edge 2014 die Zivilbevölkerung mehrfach zur Formierung menschlicher Schutzschilde auf, um bestimmte Gebäude vor der Zerstörung durch die israelischen Streitkräfte zu schützen.
Im Zuge des Terrorangriffs auf Israel 2023 und des daraus folgenden Krieges in Gaza habe sich laut Angaben von Heinrich Wefing (Die Zeit) die Hamas dieser Methode bedient. Nach Ansicht der Völkerrechtlerin Anne Peters stelle das ein Kriegsverbrechen dar. So sei nach israelischen Angaben zum Beispiel der Leichnam von Mohammed Sinwar, seinerzeit Führer der Qassam-Brigaden, in einem Tunnel aufgefunden worden, den die Hamas unter dem Europäischen Krankenhaus in Chan Yunis gegraben habe. Damit sei zivile Infrastruktur als Schutzschild missbraucht worden.
Im Juni 2024 warfen die Vereinten Nationen (UNO) den israelischen Streitkräften vor, Palästinenser als Schutzschilde im Westjordanland missbraucht zu haben. Die Zustimmung zur Anwendung dieser missbräuchlichen Praxis ist in Israel inzwischen hoch, wie eine Befragung des Israeli Voice Index vom 20. November 2024 ergab, als fast die Hälfte der Befragten angaben, sie würden den Einsatz palästinensischer Gefangener als menschliche Schutzschilde befürworten.
Menschenrechtsorganisationen
2002 beschuldigte die Menschenrechtsorganisation Human Rights Watch Israel, in der Operation Schutzschild in der Stadt Dschenin im Westjordanland menschliche Schutzschilde eingesetzt zu haben. Im Bericht Promoting Impunity: The Israeli Military’s Failure to Investigate Wrongdoing von 2005 kritisiert Human Rights Watch, dass israelische Streitkräfte während Militäroperationen in den besetzten palästinensischen Gebieten wiederholt palästinensische Zivilpersonen als menschliche Schutzschilde eingesetzt haben. Der Bericht dokumentiert unter anderem Fälle aus Dschenin, bei denen palästinensische Männer unter Zwang vor israelischen Soldaten hergingen. Diese Praxis verstößt gegen die Vierte Genfer Konvention und wurde vom Obersten Gerichtshof Israels im Jahr 2005 verboten, der sie als „grausam und barbarisch“ bezeichnete. Dennoch stellte Human Rights Watch fest, dass solche Methoden weiterhin angewendet wurden und die israelische Militärjustiz kaum wirksame Ermittlungen gegen beteiligte Soldaten einleitete.
2005 schrieb Human Rights Watch in seinem Bericht zum Gaza-Krieg 2008–2009: „Human Rights Watch fand in den dokumentierten Fällen keine Hinweise darauf, dass die zivilen Opfer von palästinensischen Kämpfern als menschliche Schutzschilde benutzt wurden oder im Kreuzfeuer zwischen kämpfenden Parteien starben. In allen Fällen schienen die israelischen Streitkräfte die Lage unter Kontrolle zu haben und palästinensische Kämpfer hatten das jeweilige Gebiet bereits verlassen.“ Behauptungen von israelischer Seite über den Einsatz menschlicher Schutzschilde seitens Palästinensern im Gaza-Krieg 2008–2009 wies Amnesty International zurück: „Entgegen wiederholten Behauptungen israelischer Offizieller über den Einsatz von ‚menschlichen Schutzschilden‘ fand Amnesty International keine Hinweise darauf, dass Hamas oder andere palästinensische Kämpfer Zivilisten gezielt dazu bewegten, militärische Ziele abzuschirmen […], ebenso wenig, dass sie Bewohner zwangen, in der Nähe solcher Gebäude zu bleiben oder diese nicht zu verlassen.“ 2014 schrieb Amnesty International zur Operation Protective Edge: „Wir haben zum jetzigen Zeitpunkt keine Beweise dafür, dass palästinensische Zivilisten von der Hamas oder anderen bewaffneten Gruppen während der aktuellen Kampfhandlungen absichtlich eingesetzt wurden, um bestimmte Orte, militärisches Personal oder Ausrüstung vor israelischen Angriffen zu ‚schützen‘“.
Die israelische Menschenrechtsorganisation B’Tselem führt auf ihrer Website eine eigene Rubrik „Human Shields“ (Menschliche Schutzschilde) auf und sammelt Berichte aus dem Westjordanland.
Ereignisse
2003 wurde die US-amerikanische Studentin Rachel Corrie durch einen israelischen Bulldozer getötet, während sie versuchte, ein palästinensisches Haus vor der Zerstörung zu bewahren.
Im Mai 2024 setzten israelische Soldaten einen 80-jährigen Palästinenser in Gaza als menschlichen Schutzschild ein. Der Mann wurde gezwungen, verlassene Gebäude zu durchsuchen, während ihm eine Sprengschnur um den Hals gelegt wurde. Der betroffene Mann wurde nach dem Einsatz zusammen mit seiner Ehefrau freigelassen, jedoch kurz darauf von einer anderen Einheit, die nicht über die Freilassung informiert war, erschossen. Bei einem Einsatz des israelischen Militärs im Westjordanland im Juni 2024 banden israelische Soldaten einen verletzten Palästinenser auf die Motorhaube eines Militärjeeps und fuhren so mit ihm durch die Stadt Dschenin. Eine investigative Recherche der New York Times vom Oktober 2024 dokumentiert die systematische Praxis israelischer Streitkräfte, während des Gaza-Kriegs gefangene Palästinenser zu lebensgefährlichen Aufklärungsmissionen zu zwingen. Diese Einsätze, bei denen die Betroffenen verminte Gebäude, Tunnel oder potenzielle Hinterhalte erkunden mussten, sollten israelische Soldaten vor Risiken schützen. Die Zeitung identifizierte mindestens elf militärische Einheiten in fünf Städten, die diese Methode regelmäßig anwendeten, oft unter direkter Koordination mit Geheimdienstoffizieren.
Das sogenannte „Mosquito-Protokoll“ bezeichnet eine während des Kriegs in Gaza ab dem Jahr 2023 entwickelte Praxis innerhalb der israelischen Streitkräfte, bei der palästinensische Zivilpersonen oder Gefangene gezwungen wurden, vor israelischen Soldaten in potenziell gefährliche Gebäude, Tunnel oder andere militärisch verdächtige Orte zu gehen. Laut Recherchen von AP News und CNN wurde diese Methode während des Gaza-Kriegs systematisch in mehreren Regionen angewendet, darunter Gaza-Stadt, Chan Yunis und Rafah. Betroffene berichteten, dass sie mit Militäruniformen und Kameras ausgestattet wurden und Aufgaben wie das Öffnen von Möbeln, das Filmen unter Treppen oder das Entfernen von Gegenständen übernehmen mussten.

## Irak
Vor dem Golfkrieg im Jahre 2003, reisten Friedensaktivisten in den Irak um den Krieg zu verhindern.

## Völkerrechtliche Einschätzung
In Bezug auf den Luftangriff bei Kundus im Jahr 2009 äußerte der Völkerrechtler Claus Kreß, dass Zivilpersonen, die sich freiwillig als menschliche Schutzschilde zur Verfügung stellen und dadurch einen gezielten Angriff auf militärische Ziele verhindern, aus völkerrechtlicher Sicht problematisch seien. Er vertrat jedoch die Auffassung, dass Zivilisten, die sich ohne feindlichen Willen in eine potenziell gefährdete Position begeben, nicht als legitime militärische Ziele gelten dürften.